# Сем Г'юен
Сем Ро́ланд Г'ю́ен (англ. Sam Roland Heughan, МФА: [ˈhjuːən]; нар. 30 квітня 1980, Новий Галловей, Дамфріс і Галловей, Шотландія) — шотландський актор. Володар премії «Сатурн» (2019) та «Вибір народу» (2017).
Найбільш відомий за роллю Джеймі Фрейзера в серіалі телеканалу Starz «Чужоземка», за яку отримав кілька престижних номінацій на телевізійні премії. У 2018 році вийшов фільм «Шпигун, який мене кинув» за участю Сема Г'юена, Міли Куніс та Кейт Маккінон.

## Фільмографія
| Рік        |    | Українська назва                              | Оригінальна назва                            | Роль                                                                 |
| ---------- | -- | --------------------------------------------- | -------------------------------------------- | -------------------------------------------------------------------- |
| 2001       | кф | Маленькі моменти                              | Small Moments                                |                                                                      |
| 2004       | с  | Острів у війні                                | Island at War                                | Філіп Дорр (Philip Dorr), 5 епізодів                                 |
| 2005       | с  | Готель «Рівер-сіті»                           | River City                                   | Ендрю Мюррей (Andrew Murray), 4 епізоди                              |
| 2006       | с  | Дикий Захід                                   | The Wild West                                | Джон Танстол (John Tunstall), 1 епізод                               |
| 2007       | с  | Суто англійські вбивства                      | Midsomer Murders                             | Іен Кінг (Ian King), 1 епізод                                        |
| 2007       | с  | Тусовщики                                     | Party Animals                                | Едріян Чеппл (Adrian Chapple), 2 епізоди                             |
| 2007       | тф | Дуже британський секс-скандал                 | A Very British Sex Scandal                   | Едвард Макнейллі (Edward McNally)                                    |
| 2007       | с  | Ребус                                         | Rebus                                        | Пітер Карр (Peter Carr), 1 епізод                                    |
| 2009       | тф | Руйнування стереотипів                        | Breaking the Mould                           | Чарльз Флетчер (Charles Fletcher)                                    |
| 2009       | с  | Лікарі                                        | Doctors                                      | Скот Нельсон (Scott Neilson), 21 епізод                              |
| 2010       | с  | Перше світло                                  | First Light                                  | Джоффрі Вельюм (Geoffrey 'Boy' Wellum)                               |
| 2010       | с  | Серце будь-якої людини                        | Any Human Heart                              | Лейтенант Макстей (Lieutenant McStay), 1 епізод                      |
| 2010       | в  | Молодий Александр Великий                     | Young Alexander the Great                    | Александер (Alexander)                                               |
| 2011       | тф | Принцеса на Різдво                            | A Princess for Christmas                     | Ештон, прінц Каслберійський (Ashton Prince of Castlebury)            |
| 2014       | ф  | Серце світла                                  | Heart of Lightness                           | Лингстренд (Lyngstrand)                                              |
| 2014       | ф  | Емульсія                                      | Emulsion                                     | Ронні Мейз (Ronny Maze)                                              |
| 2016       | ф  | Коли гаснуть зірки                            | When the Starlight Ends                      | Джейкоб (Jacob)                                                      |
| 2018       | ф  | Шпигун, який мене кинув                       | The Spy Who Dumped Me                        | Себастіян (Sebastian)                                                |
| 2018       | вг | Супер-лиходії Lego DC                         | Lego DC Super-Villains                       | Майстер дзеркала (Mirror Master), голос                              |
| 2020       | ф  | Бладшот                                       | Bloodshot                                    | Капрал Гарлан «Довгань» Шиффлет (Corporal Harlan 'So Long' Shifflet) |
| 2014—2020  | с  | Чужоземка                                     | Outlander                                    | Джеймі Фрейзер (Jamie Fraser), головна роль                          |
| 2021       | ф  | Неспокійне життя                              | To Olivia / An Unquiet Life                  | Том Ньюман (Paul Newman)                                             |
| 2021       | ф  | SAS: Спеціальна повітряна служба              | SAS: Red Notice                              | Том Бакінгем (Tom Buckingham)                                        |
| 2022       | ф  | Список пана Малкольма                         | Mr. Malcolm's List                           |                                                                      |
| 2021—т. ч. | с  | Чоловіки в кілтах: Подорож із Семом та Гремом | Men in Kilts: A Roadtrip with Sam and Graham | Сем Г'юен (Sam Heughan)                                              |

## Нагороди і номінації
| Роки | Премії (фестивалі)          | Організація                                            | Категорії (премії)                                 | Примітки                   | Результати |
| ---- | --------------------------- | ------------------------------------------------------ | -------------------------------------------------- | -------------------------- | ---------- |
| 2019 | Сатурн                      | Академія наукової фантастики, фентезі та фільмів жахів | Найкращий актор телесеріалу                        | «Чужоземка»                | Перемога   |
| 2018 | Сатурн                      | Академія наукової фантастики, фентезі та фільмів жахів | Найкращий телевізійний актор                       | «Чужоземка»                | Номінація  |
| 2018 | Супутник                    | Satellite Awards                                       | Найкращий актор серіалу — Жанр драми               | «Чужоземка»                | Номінація  |
| 2017 | Сатурн                      | Академія наукової фантастики, фентезі та фільмів жахів | Найкращий телевізійний актор                       | «Чужоземка»                | Номінація  |
| 2017 | Вибір народу                | People's Choice Awards, USA                            | Найкращий телеактор — Наукова фантастика / фентезі |                            | Перемога   |
| 2016 | Сатурн                      | Академія наукової фантастики, фентезі та фільмів жахів | Найкращий телевізійний актор                       | «Чужоземка»                | Номінація  |
| 2016 | Премія БАФТА (Шотландія)    | БАФТА Шотландія                                        | Найкращий актор — телебачення                      | «Чужоземка»                | Номінація  |
| 2016 | Вибір телевізійних критиків | Critics' Choice Television Award                       | Найкращий актор драматичного серіалу               | «Чужоземка»                | Номінація  |
| 2016 | Вибір народу                | People's Choice Awards, USA                            | Найкращий телеактор — Наукова фантастика / фентезі |                            | Номінація  |
| 2015 | Сатурн                      | Академія наукової фантастики, фентезі та фільмів жахів | Найкращий телевізійний актор                       | «Чужоземка»                | Номінація  |
| 2015 | «Золотий Дербі»             | Gold Derby TV Award                                    | Актор головної ролі в драмі                        | «Чужоземка»                | Перемога   |
| 2015 | IGN — Вибір народу          | IGN Summer Movie Awards                                | Найкращий телеактор                                | «Чужоземка»                | Перемога   |
| 2015 | IGN                         | IGN Summer Movie Awards                                | Найкращий телеактор                                | «Чужоземка»                | Номінація  |
| 2014 | TV Guide                    | TV Guide Award                                         | Найкращий дует                                     | «Чужоземка» / Катріна Балф | Перемога   |
| 2012 | Grace Award                 | MovieGuide Awards                                      | Найбільш надихаюча телевізійна програма            | «Принцеса на Різдво»       | Номінація  |